# 乌纳河畔克鲁帕
乌纳河畔克鲁帕（塞尔维亚语：／），是波斯尼亚和黑塞哥维那实体之一塞族共和國的市镇。市镇面积为84.33平方公里，2013年人口数量为1,597人。

## 历史
该市镇设立于1995年，之前为战前波斯尼亞克魯帕市镇的一部分（另外一部分现属波黑联邦）。2019年时此为塞族共和国居民数量最少的市镇之一。

## 人口
|            | 2013年         | 1991年         |
| 总计       | 1,597 (100,0%) | 1,776 (100,0%) |
| 塞族       | 1,592 (99,69%) | 1,256 (70,72%) |
| 波族       | 3 (0,188%)     | 513 (28,89%)   |
| 克族       | 2 (0,125%)     | 2 (0,113%)     |
| 其他       |                | 3 (0,169%)     |
| 南斯拉夫人 |                | 2 (0,113%)     |